# Russia One
R1 (Russia One, код по ЕСКПС 71-410) — проект трёхсекционного низкопольного трамвая, разработанный на «Уралтрансмаше» и в ОКБ «Атом». В июле 2014 года в Екатеринбурге на выставке «Иннопром» был представлен концептуальный макет.

## История создания
Команда ОКБ «Атом», в число которых входят: Алексей Маслов (креативный директор), Максим Кузин (главный инженер, руководитель проекта), Антон Кужильный (главный дизайнер), Григорий Решетников (3D-дизайнер), Александр Семенов (инженер) полностью разработала дизайн и инжиниринг трамвая. Производство осуществлялось на площадке ОАО «Уралтрансмаш» под надзором Алексея Носова (генеральный директор), Андрея Палферова (главный конструктор), Сергея Исакова (инженер-конструктор). Алексей Носов лично курировал все этапы производства и поддерживал команду на протяжении всего периода разработки.
Летом 2012 года дизайнер Алексей Маслов побывал на испытаниях трамвая 71-409 производства «Уралтрансмаш» и решил разработать вагон с более эффектной внешностью. Решение о создании проекта было принято в конце декабря 2013 года, причем готовили проект к конкретной дате — 9 июля 2014 года, когда должна была состояться выставка «Иннопром».
В феврале 2015 года в интернете появились изображения другой версии трамвая R1. В отличие от первого прототипа, у вагона вдвое был уменьшен скос кабины (с 12 градусов до 6), появились зеркала заднего вида. Предполагалось производить также двустороннюю версию.

## Характеристики
Основной особенностью вагона должен был стать футуристический внешний вид — чёрный цвет и кабина с обратным углом наклона (6 градусов). По словам разработчиков, такая форма кабины увеличивает обзор для водителя, не нагревается под солнцем и меньше бликует.
«Алексей хотел, чтобы вперед выходила большая коса – что-то вроде бампера. Она была очень эффектна с одних ракурсов, но с других выглядела слишком агрессивно. Мы долго ломали над ней голову, потом решили проблему просто: убрали эту выступающую «губу».
Как поясняют дизайнеры, на дизайн их вдохновил «чёрный уральский самоцвет в металлической оправе, зеркальная поверхность которого в буквальном смысле отражает в себе город, становясь его неотъемлемой и гармоничной частью». Кузов R1 выполнен из композиционных материалов.
Салон вмещает до 250 пассажиров. В базовой комплектации предусмотрена навигация ГЛОНАСС, GPS, Wi-Fi, аудиосистема, которая будет подбирать музыку под погоду и время суток. В трамвае установлены антибактериальные поручни и подогрев ступеней против образования наледей. 79,5 % комплектующих для трамвая предполагалось производить в России, остальные — в Австрии (16 %) и Германии (4,5 %).

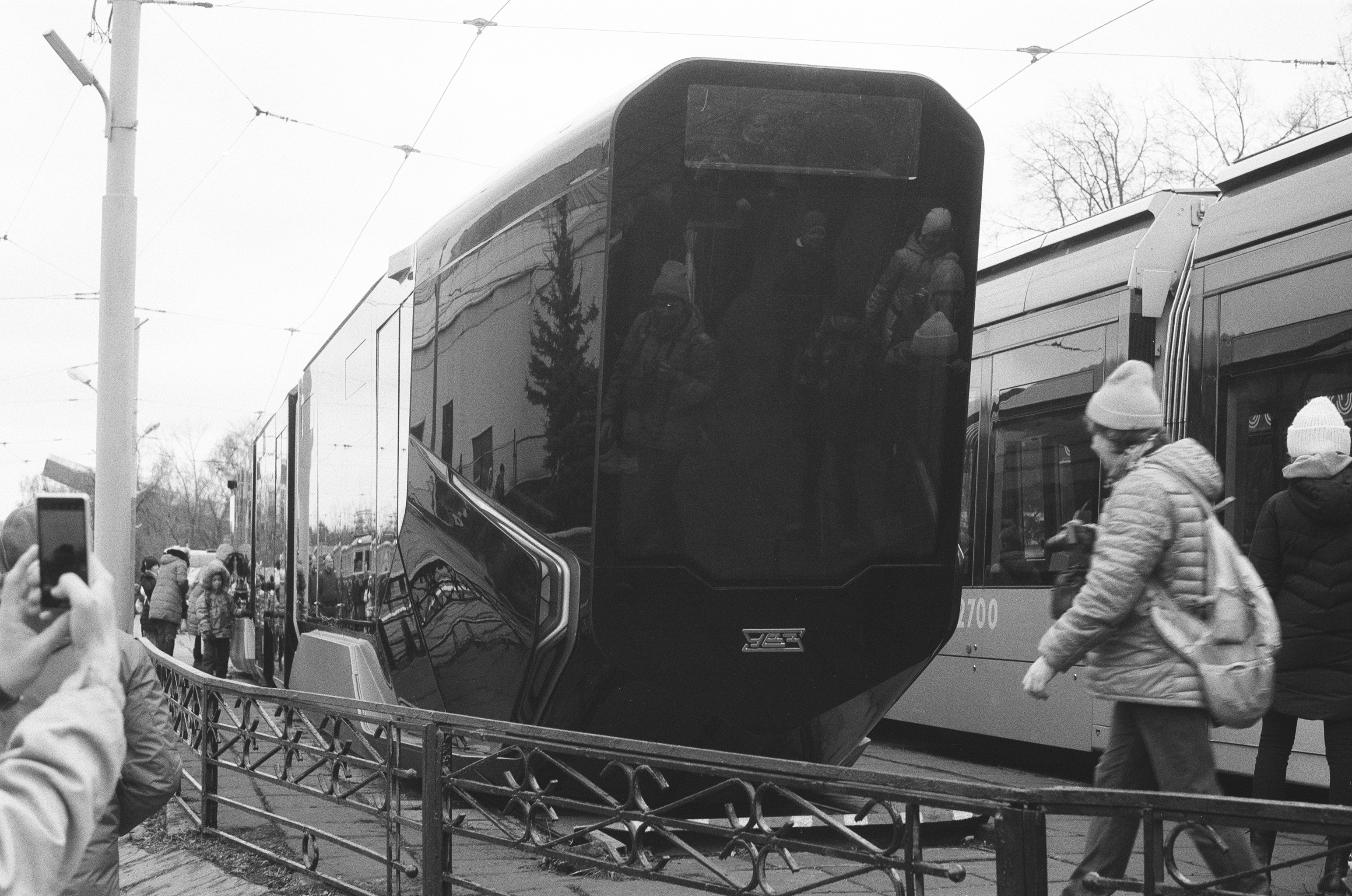
Трамвай R1 в Москве на выставке в депо им. Баумана (2022)

## Мнение общественности
Показ R1 на выставке «Иннопром» вызвал большой ажиотаж среди представителей СМИ, посетителей выставки, а в дальнейшем и блогеров. Трамвай получил несколько прозвищ: «iPhone на рельсах», «трамборджини», «трамвай Бэтмена». Однако в едином мнении о трамвае эксперты, дизайнеры и блогеры не сошлись.
«Это абсолютная фантастика… Серьезно, это произвело огромное впечатление на меня… Сногсшибательно… Автомобильный дизайн на вашем уровне очень требователен, и, как вы понимаете, это не моментальный проект. На самом деле именно поэтому я так и отреагировал на ваш дизайн… У него есть, я бы сказал, противодействующие силы, мне нравится подъем торцов и способ наклона окон, чтобы избежать бликов для водителя… В этом есть логика и красота»
Ряд известных дизайнеров высоко оценили разработку. Так, Крис Бэнгл назвал прототип R1 «замечательной работой» и отметил, что «не ожидал увидеть в России подобный уровень промдизайна».
Создатель автомобиля Mercedes SLK Мурат Гунак, возглавлявший дизайн в Peugeot, Mercedes, DaimlerChrysler AG, Volkswagen, назвал R1 «трендовой работой». «Мой любимый экспонат здесь — это русский трамвай. Отличная работа! Только с таким уровнем промдизайна российские компании смогут конкурировать на мировом рынке», — сказал Гунак, выступая на форуме.
Высоко оценил разработку и дизайнер Карим Рашид, сказавший, что «это самый красивый трамвай», который он когда-либо видел в жизни. Известный блогер Илья Варламов заметил, что «если серийный образец будет не сильно отличаться от представленного вагона, то это будет первый отечественный трамвай, за который не стыдно».
Это трамвай-убийца, трамвай-мясорубка. Категорически нельзя делать форму с таким наклоном кабины и приподнятым носом. Даже случайно задетый прохожий будет отправлен автоматически под колеса. Вспомните, как выглядят отбойники на паровозах и электровозах — как усы у товарища Сталина. Это чтоб минимизировать жертвы.

### Критика
В то же время ряд специалистов высказали негативное отношение к трамваю, так, в частности, известный российский дизайнер Артемий Лебедев назвал R1 «трамваем-убийцей, трамваем-мясорубкой». Кандидат искусствоведения, доцент кафедры «Дизайн средств транспорта» МГХПА им. С. Г. Строганова Д. Назаров отметил, что «несмотря на внешнюю эффектность, проект оказался весьма спорным и непродуманным», критикуя, в частности незащищенность водителя трамвая при лобовом столкновении, травмоопасность для пешеходов, нерациональное использование пространства салона. Советник директора СПб ГУП «Горэлектротранс» С. Китаев также похвалил дизайн транспортного средства, но раскритиковал его низкие безопасность и ремонтопригодность.
Современные трамваи стараются оборудовать защитной установкой — своего рода бампером, который в случае столкновения с пешеходом отбрасывает его с рельс. <…> Трамвай прекрасно выполнен с точки зрения дизайна — это действительно одна из самых красивых моделей, и мы бы сами хотели видеть её на улицах. Но если говорить об эксплуатации, то трамвай нуждается в доработке. Так, составные части корпуса не унифицированы, собраны на клеевой основе, а не на болтах. Это будет существенно затруднять ремонт.

Феликс Винокур, президент компании «ПК Транспортные системы» отметил: 
Р-1? Футуристично, красивая машина, да. Только что дальше? После того как мы заглянули под трамвай, мы поняли, что ходовой части для него нет. Я вам открою большой секрет. Трамвай можно нарисовать какой угодно. Ты тележку сделай. Трамвай — это тележка.
Представитель госкорпорации Ростех заявил, что для трамвая «нет ходовой части», кроме того трамвай оказался слабо пригоден для ремонта: «если в него кто-то врежется, то совершенно непонятно, как заказывать запчасти и сколько придется их ждать». В ответ разработчик трамвая R1 Максим Кузин, заявил, что «стоимость R1 невысокая, и уникальных с точки зрения производства деталей там нет». Претензии со стороны корпорации он назвал необоснованными.

## Участие в выставках
- «Иннопром». 9-12 июля 2014 года. (Екатеринбург)[14].
- «ЭкспоСитиТранс». 29 октября — 1 ноября 2014 года. (Москва)[15].
- Выставка в Депо Баумана 16 апреля 2022 года (Москва)[источник не указан 1213 дней]

## Награды
25 сентября 2015 года в Сингапуре корпорация «Уралвагонзавод» и ОКБ АТОМ выиграли престижную мировую награду в области дизайна «RedDot» в номинации Design Concept за трамвай R1.

## Отказ от производства
Предполагалось, что R1 будет предложен российским городам, принимающим Чемпионат мира по футболу 2018 года. Ориентировочная стоимость вагона должна была составить 40-50 миллионов рублей в зависимости от комплектации, к концу октября оценка повысилась до 50-70 млн рублей. Также не исключалась возможность поставки вагонов семейства R1 в страны Латинской Америки и Африки.
В июле 2015 года стало известно, что российские города закупать его отказались по финансовым причинам, однако название трамвая сохранится.
В ноябре 2017 года «Ростех» отказался от серийного производства, ввиду того, что для трамвая нет ходовой части[прояснить], а также он слабо пригоден для повседневной эксплуатации. 
По состоянию на лето 2020 года единственный экземпляр макета трамвая R1 оставался в заброшенном виде во дворе завода «Уралтрансмаш».
В июне 2021 года макет был переправлен в Москву для подготовки к экспонированию в музее.

### Официальные ресурсы
- Трамвай R1 на официальном сайте УВЗ
- Аккаунт трамвая R1 в Тwitter

### Форумы и блоги
- «Новый русский трамвай». Обзор в блоге Ильи Варламова.
- «Серийная версия трамвая R1». Обзор в блоге Ильи Варламова.
- «Новый трамвай Уралвагонзавода R1, успех или провал?»
- «Разработка трамвая R1». Статья на сайте «Метроблог».
- Обсуждение трамвая R1 на форуме «Транспорт в России».

### Социальные сети
- Неофициальное сообщество R1 «ВКонтакте».

### Фотогалереи
- Фотографии трамвая R1 на выставке «Иннопром-2014».

### Видео
- Мировая премьера R1 на выставке Иннопром-2014 в Екатеринбурге. Официальное видео ОКБ «Атом».
- Черный трамвай Russia One — новая гордость российского дизайна. Репортаж телеканала «Дождь».